# (20984) 1981 EH33
A (20984) 1981 EH33 a Naprendszer kisbolygóövében található aszteroida. Schelte J. Bus fedezte fel 1981. március 1-jén.